# Soldats del cautxú
Soldats del cautxú (Soldados da borracha, en portuguès) va ser el nom amb el que es va conèixer un contingent de treballadors brasilers duts a l'Amazònia específicament per a la producció de cautxú, entre 1943 i 1945.
El material era exportat als Estats Units d'Amèrica, com a part de l'esforç de guerra al que s'havia compromès el Brasil dintre dels Acords de Washington, signats el 3 de març de 1942. Es van mobilitzar més de 60.000 persones, mitjançant enganys i promeses que mai es van complir. L'exèrcit del cautxú, com també se'ls va anomenar, va haver de treballar en condicions sub-humanes, i en un termini de tres anys va morir prop de la meitat dels desplaçats. S'ha qualificat com un genocidi, responsabilitat del govern Vargas.

## Antecedents
Abans de la Segona Guerra Mundial, el Brasil es trobava en una forta recessió. El comerç de café, principal font nacional d'ingressos fins a finals de la dècada anterior, s'havia esfondrat després de la Gran Depressió del 1929. L'Estado Novo, la dictadura liderada per Getúlio Vargas, havia arribat al poder l'any 1930 gràcies a grups d'ideologia similar a la del partit nazi. Malgrat que l'executiu havia flirtejat amb la idea d'aliar-se amb el III Reich; el país va declarar-se neutral quan va esclatar el conflicte. Durant els primers anys, va mantenir relacions comercials amb els dos bàndols, alleujant així la malmesa economia interna.
Els Estats Units van declarar la guerra a l'Eix el desembre de 1941 i van multiplicar l'activitat diplomàtica amb els països de l'Amèrica Llatina. Els nord-americans van realitzar-hi inversions econòmiques i van establir-hi pactes comercials d'exclusivitat, que els garantien subministraments essencials al mateix temps que deixaven els oponents sense accés. Amb aquest moviment, s'asseguraven que els veïns del sud no s'unirien a l'Eix, de tal manera que podien reduir la vigilància en aquella zona i destinar més recursos militars al teatre d'operacions.
Entre 1941 i 1942, el govern de Vargas va tancar amb el de Roosevelt diversos acords. Els Estats Units invertirien en la industrialització brasilera, mentre que el Brasil vendria armament i es comprometia a l'enviament de minerals (alumini, bauxita, coure, estany, magnesi, mica, níquel, quars, tungstè o zinc) i de làtex. El Brasil havia estat la principal potència productora d'aquesta matèria primera a finals del segle xix i començaments del xx, durant el Primer Cicle del Cautxú al país. Gràcies a l'abundància d'Hevea brasiliensis a l'Amazònia, el país havia exercit el monopoli del comerç de làtex i la producció del cautxú. El negoci va deixar de ser profitós quan es van crear plantacions al sud-est asiàtic (als Estats Malais, la Birmània britànica o Ceilan, tots ells sota control britànic) i a l'Àfrica subsahariana, amb un cost de producció molt menor que a Sud-amèrica. Ja que el tràfic naval en aquells territoris va quedar interromput durant la guerra (Malàisia inclús va ser ocupada pel Japó), el Brasil va reactivar l'extracció de làtex, indispensable per a la fabricació de pneumàtics pels milers de vehicles terrestres i aeris fabricats als Estats Units.

## El contingent a l'Amazònia

### Reclutament
L'acord comercial amb el Capitoli establia la venda de 45.000 tones anuals de làtex. Els càlculs brasilers deien que, per arribar a aquesta xifra, serien necessaris prop de 100.000 treballadors als camps de seringueiras (arbres del cautxú), així que calia atraure'n més de 60.000.
«Treballador nordestí, allista't avui mateix, compleix el teu deure envers la Pàtria» 
Des de 1941, el nord-est brasiler viva una època d'extrema sequera -tan cruel com la del bienni 1932-1933- que havia dut un gran percentatge de la població de la regió a migrar a altres estats o a viure per sota del llindar de pobresa. La reapertura de la indústria del cautxú va vendre's als nordestins com la gran oportunitat per deixar enrere les penúries. La crida, a més, complia un dels anhels del govern Vargas: "conquerir" l'Amazones.
Per gestionar les tasques de reclutament, Getúlio Vargas va instaurar el Servei Especial de Mobilització de Treballadors cap a l'Amazònia, depenent del Departament Nacional d'Immigració, amb seu a Fortaleza, capital de Ceará. Aquest estat era el que més migrants va aportar durant la febre del cautxú de finals del xix. A més, Ceará tenia un perfil demogràfic diferenciat d'altres estats del nord-est: el nombre d'afrobrasilers era força inferior al de caboclos, i es presumia que aquests s'adaptarien millor a la vida a la selva. Desenes de milers de treballadors d'altres regions del Brasil també van atendre la crida del president i es van llançar a l'arriscada aventura d'extreure el preciós làtex. La regió va experimentar la sensació de riquesa i puixança; els diners va tornar a circular per Manaus, Belém i les ciutats veïnes, enfortint temporalment l'economia local.

### Vida i mort a l'Amazònia

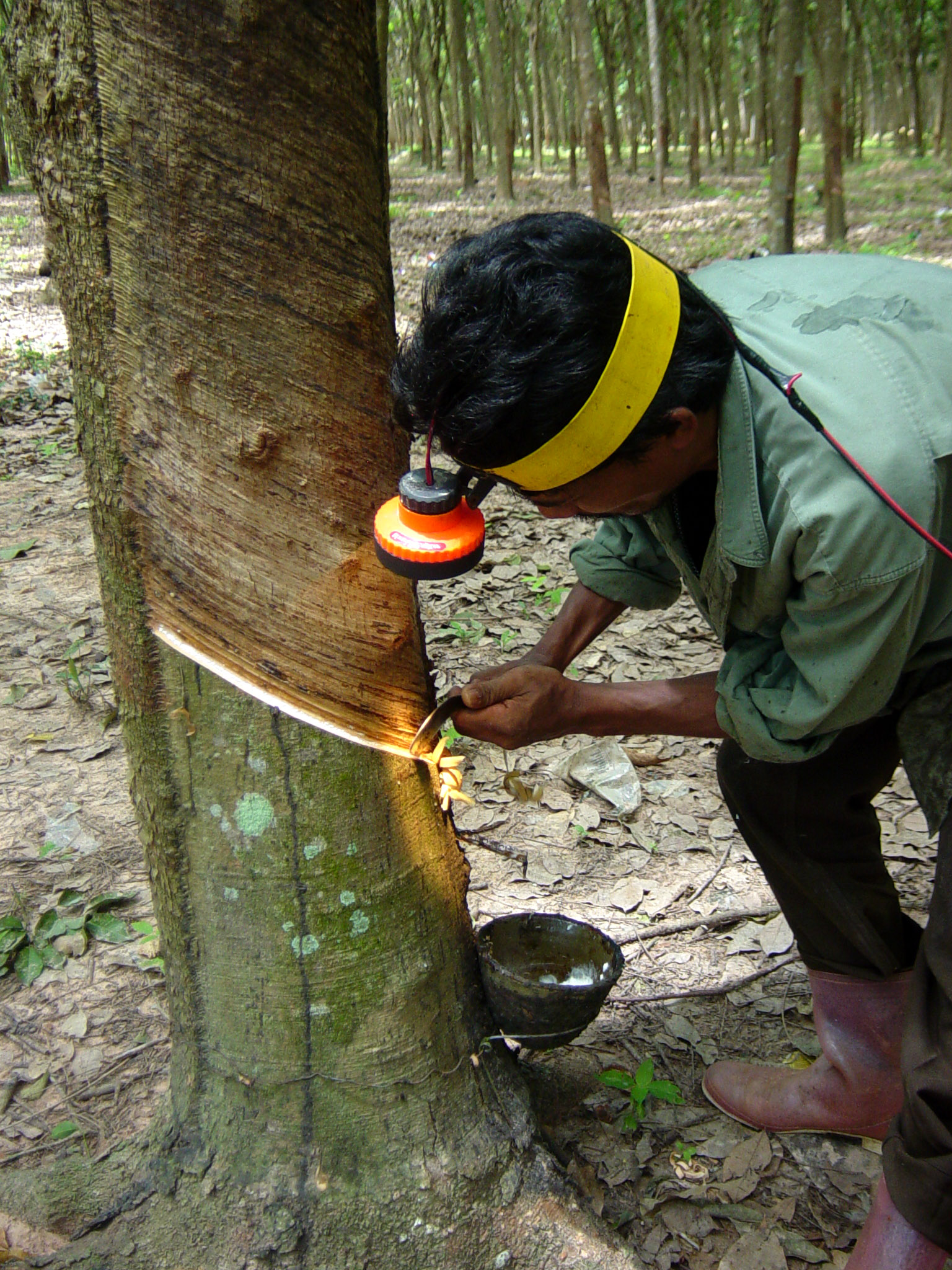
Per extreure el làtex, es fan uns solcs a l'escorça de l'arbre del cautxú i es penja un petit dipòsit a sota, que anirà recollint el degoteig de l'"or blanc" (imatge d'una plantació de Tailàndia).

Cada treballador signava un contracte amb el SEMTA, que l'oferia un petit salari durant el viatge fins a l'Amazònia. Després cobrarien una remuneració en funció del volum produït i dels beneficis obtinguts. L'equipament que rebia cada treballador, en signar el contracte, consistia en uns pantalons, una camisa, un barret de palla i un parell d'espardenyes; un got, un plat i coberts; una hamaca per dormir al ras, un paquet de cigarretes i una motxilla. El viatge des de Fortaleza fins a l'interior de la selva podia durar entre dos i tres mesos. Els jornalers tenien la consideració d'«incorporació externa a l'exèrcit brasiler».
La vida als camps era, a la pràctica, en condicions de semi-esclavitud. A diferència de les plantacions a l'Àsia britànica, els arbres brasilers es trobaven enmig de selva verge i els extractors de làtex havien de recórrer un gran nombre de quilòmetres a diari. Els propietaris de les terres (els coronels) incomplien els contractes de treball dels soldats, doncs els cobraven preus desorbitats pel lloguer de les eines de treball, pels aliments diaris, roba nova, medicines, etc., generant un deute que mai s'eixugava, ja que el sou era molt inferior al pactat. A més, es trobaven fortament vigilats per evitar desbandades. Per a molts dels treballadors, aquesta aventura va significar un camí sense retorn. Prop de 30.000 treballadors del cautxú, vora la meitat del contingent, van morir de malària, febre groga, hepatitis o atacats per animals com jaguars, serps i escorpins.
El govern brasiler va incomplir la promesa de retornar-los als respectius llocs d'origen quan la guerra acabés. Es calcula que només en van poder tornar uns 6.000 homes, mentre que la resta de supervivents va establir-s'hi definitivament. El 1946, el nou President de la República, Eurico Gaspar Dutra, va promoure un programa d'assistència immediata als treballadors del cautxú, però no va concretar-se cap pla d'ajuda.

## Reconeixements
A diferència dels Pracinhas, els soldats que van lluitar a Europa durant la Segona Guerra Mundial, els Soldats del cautxú no van ser reconeguts com a combatents fins a l'any 1988. Això va permetre'ls rebre la pensió vitalícia que els havia estat negada durant 4 dècades. Entre 2013 i 2014, el Congrés Nacional va aprovar la concessió d'una indemnització per un import de 25.000 reals als soldats supervivents i va reajustar el càlcul de la pensió vitalícia dels seus dependents.
En virtut de la Llei Federal núm. 12.447, de 2011, el Congrés Nacional del Brasil va decretar la inscripció dels Soldats del Cautxú en el Llibre dels Herois i Heroïnes de la Pàtria, un memorial cenotàfic situat dintre del Panteó de la Pàtria i de la Llibertat Tancredo Neves de Brasília, creat per honorar la memòria de les persones que millor van servir en la construcció i defensa del país.
La història dels Soldats del cautxú va ser reflectida en el documental Borracha Para a Vitória, dirigit per Wolney Oliveira l'any 2004.